# Arheološki muzej Istre
Arheološki muzej Istre je specijalni muzej osnovan 1902. godine u Puli. Prostire se na površini od 3600 m². Muzej sadrži tri zbirke: prapovijesnu, antičku, te kasnoantičku i srednjovjekovnu. Dislocirani objekti u sastavu Muzeja uključuju nalazište Nezakcij. Spomenici u gradu Puli na skrbi Muzeja su: Amfiteatar, Augustov hram, Dijanin hram, mozaik "Kažnjavanje Dirke", Sergijev slavoluk, Dvojna vrata, Herkulova vrata i Bazilika sv. Marije Formoze.

## Povijest
Skupljanjem kamenih spomenika u Augustovu hramu 1802. godine maršal Marmont započinje stvaranje muzejske zbirke u Puli. No otkriće kamenih, keramičkih i metalnih predmeta u Nezakciju bilo je osnova za utemeljenje Gradskog muzeja (Museo civico) u Puli 1902. godine. Preseljenjem sjedišta "Societa istriana di archeologia e storia patria" (Istarsko društvo arheologije i domovinske povijesti) i prijenosom arheološkog inventara iz Poreča u Pulu, Gradski se muzej spaja s Državnom zbirkom (kameni spomenici) i porečkim Provincijalnim muzejom (Museo Provinciale) u jednu muzejsku ustanovu pokrajinskog značaja, te je tako 1925. godine utemeljen Muzej Istre (Il Regio Museo dell' Istria) u današnjoj muzejskoj zgradi.
Godine 1930. dvorane muzeja prvi put su otvorene za posjetitelje, te je tom prilikom izdan vodič na talijanskom jeziku. Ta je izložba uz manje izmjene bila dostupna javnosti do kraja Drugoga svjetskog rata, kada su za vrijeme angloameričke uprave mnogi predmeti preneseni u Italiju.
Ispražnjeni muzej preuzeo je 15. studenoga 1947. godine Boris Baćić koji je bio ravnatelj muzej sve do 1967. godine, a voditelj Odjela za prapovijesnu arheologiju do 1978. godine. S nekim izmjenama u lapidariju i postavom preostalih eksponata, 1949. godine muzej je ponovno otvoren kao specijalizirani Arheološki muzej Istre. 
Sustavnim radom i uz velike napore, nakon restitucije dijela arheološke građe iz Italije 1961., postupno je uređena muzejska zgrada i izrađena didaktičko-vizualna koncepcije cjelokupnog reprezentativnog muzejskog fundusa. Godine 1968. otvoren je preuređeni lapidarij u prizemnim prostorijama (u tijeku je još jedno preuređivanje) i hodnicima muzeja, a 1973. otvorene su izložbene dvorane prethistorije na 1. katu i antičke, kasnoantičke i srednjovjekovne izložbe na 2. katu muzejske zgrade.
Izložbene dvorane Arheološkog muzeja Istre nadopunjavaju se novim nalazima s arheoloških lokaliteta Istre (pretpovijesnih špilja, gradina i nekropola, antičkih gospodarskih kompleksa, građevina i groblja te sakralnih objekata ranokršćanskog i bizantskog razdoblja, vremena provale barbara i naseljavanja slavenskog življa u Istru).

## Vanjske poveznice
- Službene stranice Arheološkog muzeja Istre